# Thế kỷ 7
Thế kỷ 7 là khoảng thời gian tính từ thời điểm năm 601 đến hết năm 700, nghĩa là bằng 100 năm, trong lịch Gregory.